# Тихоступов, Виктор Константинович
Тихоступов Виктор Константинович (17 марта 1939 года, г. Артём, Приморский край, СССР — 2008 год, г. Владивосток, Приморский край, РФ) — капитан дальнего плавания Дальневосточного морского пароходства, делегат XXV съезда КПСС, Герой Социалистического Труда.
Родился 17 марта 1939 года в шахтерской семье г. Артем. В 1960 году завершил обучение в Тихоокеанском высшем военно-морском училище. В 1961 году получил специальность  судоводителя в Дальневосточном высшем инженерном морском училище. В этом же году устраивается матросом на судно «Григорий Орджоникидзе»  Дальневосточного морского пароходства. Затем в качестве помощника капитана и старпома ходил на судах «Маныч», «Глухов», «Баку». С 1970 года — капитан теплохода «Дальний». На этом судне он совершил несколько рейсов по доставке грузов во Вьетнам, где в то время шла война.
С 1971 года — капитан теплохода «Байконур». В 1974 году в том же качестве переходит на судно «Капитан Кирий».   
5 марта 1976 года Указом Президиума Верховного Совета СССР за выдающиеся успехи, достигнутые в выполнении заданий девятой пятилетки и социалистических обязательств, ему было присвоено звание Героя Социалистического Труда с вручением ордена Ленина и золотой медали «Серп и Молот».
Скончался в 2008 году. Похоронен на Лесном кладбище Владивостока.

## Награды
- Орден Ленина (1976 год)
- Орден «Знак почета» (1973 год)
- «Лучший капитан ДВМП» (1973 год)